# Glen Park (New York)
Pour l’article homonyme, voir Glen Park (San Francisco).
Glen Park est un village situé dans le comté de Jefferson, dans l'État de New York, aux États-Unis,. En 2010, il comptait une population de 502 habitants.

## Démographie
Lors du recensement de 2010, le village comptait une population de 502 habitants. Elle est estimée, en 2019, à 471 habitants.